# Курылус
Курылус, или Курылыс (каз. Құрылыс), — село в Бухар-Жырауском районе Карагандинской области Казахстана. Входит в состав Уштобинского сельского округа. Находится севернее Карагандинского аэропорта, на высоте 514 метров над уровнем моря. Код КАТО — 354087500.

## Население
В 1999 году население села составляло 502 человека (249 мужчин и 253 женщины). По данным переписи 2009 года, в селе проживало 640 человек (340 мужчин и 300 женщин).